# B☆QTV
『B☆QTV』（ビーキューティービー）は、1991年12月から1992年3月までフジテレビで放送されていたバラエティ番組。

## 概要
前番組『1or8』から引き続きB21スペシャルがメインを務めた深夜番組で、同番組の企画で大火傷を負って入院していたヒロミの現場復帰に合わせて開始された。ただし、放送日時は水曜深夜0:40 - 1:10から土曜深夜2:30 - 3:00へ変更された。これに関して前番組の最終回にヒロミが「(土曜深夜に放送されていた) ヤマタノオロチから30分もらった」と語った。タイトルのB☆QはB級を意味する言葉で、自虐的に付けたものである。
内容は、主にデビット伊東とミスターちんが身体を張って様々な企画に挑戦するという、『1or8』の路線を引き継いだものだった。一方、ヒロミは企画にはほとんど参加せずに司会に専念していた。また、本名の小園浩巳名義で番組の構成も担当していた。後にヒロミと松本伊代の交際が発覚してマスコミを賑わせると、デビとちんが変装して記者会見の場に潜入し、芸能記者たちに紛れて質問するなど、後の『めちゃ2イケてるッ!』のような企画も行っていた。
番組は放送開始から間もなくして、神奈川県川崎市にあるCLUB CITTA'でイベントを開催した。このイベントでは、B21スペシャルが『1or8』時代から行っていた「ダウンタウンウンナンバンド」のお披露目と、吉田拓郎のナンバー「ふざけんなよ」のライブ演奏が行われた。ちなみに彼らは個人でも曲を披露しており、オープニングでデビが吉川晃司の「RAINDANCEが聞こえる」を、続いてちんが御輿に乗って「お祭りマンボ」を歌い、最後にヒロミが長渕剛の「とんぼ」を歌唱した。
当番組は、事故によって封印された『1or8』とは違ってビデオ化されており、『B☆Q VIDEO』というタイトルで2巻が発売された。後述のチャレンジ企画とバトルロイヤル企画が収録されている。
当番組の終了後、同じくB21スペシャルがメインを務める公開収録番組『秘密の花園』がスタートしたが、放送時間はさらに深い時間帯（金曜深夜2:55 - 3:25）になった。また内容は『オールナイトフジ』で3人が受け持っていたコーナーの寄せ集めや素人いじりのコーナーが中心になるなど、本番組までの路線とはまったく異なる形で制作された。

## 出演者

### レギュラー
- B21スペシャル
- 飯島直子
- 村瀬絵美

### ナレーター
- 広中雅志
- 柿沼紫乃
- 遠藤みやこ
- 山口奈々

## コーナー
nao&emiのラブホテル万才!
飯島と村瀬がラブホテルを巡る企画。2人はホテルの風呂に水着で入ったり、コンドームのチェックやアダルトビデオなどを鑑賞させられていた。
『1or8』直系のチャレンジ系企画
チャレンジ企画として最も大がかりなものは、正月スペシャルとして行われた「ストリートパフォーマンスでお金をもらいながら日本縦断」である。この企画は、デビとちんが無一文で沖縄県を出発し、日本最北の北海道稚内市を目指すというものだった。
Tバックブラザース
デビとちんがTバック姿になり、視聴者のリクエストに応じて出向いていた企画。内容は商店街の紹介など。
負けたらやらねば!
内容は『1or8』時代に行っていた「本物は誰だ」からの引き継ぎ企画で、じゃんけんで負けた者が過酷体験をさせられるというものだった。コーナータイトルは『ウッチャンナンチャンのやるならやらねば!』のパロディ。
3人が競い合うバトルロイヤル
罰ゲームを賭けて3人が様々な競技種目で対戦していた企画。種目は卓球、競馬、「ショベルカーでも巨大棒倒し」など。
ドッキリ企画
ちんが留守にしている間、勝手に近くの公園に彼の家財道具を全て運んで部屋を作り、引越しをしてしまう「ちんの部屋勝手にお引っ越し」や、デビの女性ファン100人をデビの部屋に勝手に招き、最後は参加者全員に合い鍵プレゼントする「デビのお宅無断で拝見ツアー」などがあった。ちんの部屋からは大人のおもちゃが、デビの部屋からは当時付き合っていると噂だったAV女優（いとうしいな？）とのツーショット写真が発見され、大いに盛り上がった。特にちんと大人のおもちゃという取り合わせはヒロミとデビにとっても意外で、「ウィンウィン」と大人のおもちゃの擬音を発してはしゃぐほどだった。

## スタッフ
- 構成：遠藤察男、稲原 誠、吉野晃章、蟹 克哉、小園浩巳
- ロケ技術：金 秀教、後藤一平、落合祐幸、金子 徹、川副昌昭、金吉泰典、矢田部真崇、諸 慶完【週替わり】（以上VIC）
- 音響効果：川端智之、古屋 暢（共に4-Legs・川端は毎週）
- 編集：加藤弘行（パッチワーク・毎週）、伊五澤守雄（IMAGICA）
- ＭＡ：郡司佐茂亜（4-Legs）
- 車輌：上田健次
- ＴＫ：山口美香
- 美術制作：山田茂夫
- 美術進行：大野恭一郎、林 勇、林 潤一【週替わり】
- タイトル：岩崎光明
- 制作協力：Call
- ＡＤ：深沢一浩、上原一仁
- ディレクター：遠藤達也、加藤正行 (加藤雅之)、北村 要
- プロデューサー：後藤正行、梁取正彦
- 制作著作：フジテレビ

| フジテレビ B21スペシャルのバラエティ番組 | フジテレビ B21スペシャルのバラエティ番組 | フジテレビ B21スペシャルのバラエティ番組 |
| 前番組                                   | 番組名                                   | 次番組                                   |
| ---------------------------------------- | ---------------------------------------- | ---------------------------------------- |
| 1or8 （1991年4月10日 - 1991年9月25日）   | B☆QTV （1991年12月 - 1992年3月）         | 秘密の花園 （1992年4月 - 1992年9月）     |